# 福岡警察管区
福岡警察管区（ふくおかけいさつかんく）は、国家地方警察本部の地方機関で、福岡県、佐賀県、長崎県、熊本県、大分県、宮崎県、鹿児島県の国家地方警察を管轄する。所在地は福岡県福岡市。
旧警察法（昭和22年12月17日法律第196号）施行により発足。1954年（昭和29年）の新警察法の公布により廃止され、警察庁傘下の九州管区警察局に移行した。

## 組織
1948年（昭和23年）時点
- 総務部
- 警務部
- 刑事部
- 警備部
- 管区警察学校

## 歴代警察管区本部長
1. 久山秀雄（警視長）
2. 武藤文雄（警視長）